# 오치 유라노
오치 유라노( 越智ゆらの, 1998년 10월 18일 ~ )는 일본의 패션잡지 Popteen의 모델이다. 애칭은 유라유라(ゆらゆら)이다.

## 약력
- 1998년 10월 18일 미국 출생, 일본 오사카부 출신
- 2012년 잡지 「Popteen」 2012년 10월호 첫 등장
- 2013년 잡지 「Popteen」으로 당시 역사상 최연소전속모델로서 데뷔
- 2014년 잡지 「Popteen」내 「スーパーJC総選挙(슈퍼여중생총선거)」에서 1위 획득
- 2015년 잡지 「Popteen」 첫 표지장식
- 2016년 WEB매거진 「EMMARY」 편집장 취임
- 2016년 AbemaTV 「AbemaTVナビ」 매주화요일 메인MC
- 2016년 FuRyu 「プリレンジャー(프리레인저)」 2기생 발탁
- 2016년 영화 「あのこの話をすこしだけ(그 아이의 이야기를 조금만)」 주연

## 프로필
- 별명 : 유라유라(ゆらゆら)
- 출신지 : 일본 오사카부
- 생일 : 1998년 (헤이세이 10년) 10월 18일
- 별자리 : 천칭자리
- 혈액형 : A형
- 신체 : 신장 162cm, 체중 44kg
- 가족 : 아버지, 어머니, 여동생(오치 미루카 | オチ ミルカ)
- 취미 : 발레, 개그, 모임, 쇼핑, 인형모으기(빈티지, 아기인형)
- 특기 : 스케이트, 요리(스위츠 등)

## 주요 출연 작품

### 방송
- フジテレビ(후지테레비)
  - めざましテレビ (메자마시테레비, 2016년, 「イマドキ(이마도키)」코너 진행)
- AbemaTV
  - AbemaTVナビ (AbemaTV네비, 2016년, 매주화요일 메인MC)

### 영화
- あのこの話をすこしだけ (그 아이의 이야기를 조금만, 2016년, 더블주연)
- 兄に愛されすぎて困ってます (오빠에게 너무 사랑받아서 곤란해요, 2017년, カオリ역)

### 도서
- 잡지 「Popteen」 (2012년 ~)
- 스타일북 「一生少女」 (일생소녀, 2016년 8월 18일)

### 광고 (CF)
- LOTTE
  - <Fit's> (핏츠, 2016년)

### 광고 (WEB동영상)
- Try it
  - <恋までの距離を教えてよ> (사랑까지의 거리를 알려줘, 2016년)
- JAF <U-17 OPEN CAMPUS> (2016년)

### 광고 (이미지모델)
- 「Bubbles」 (2015년)
- SBY「Diamond Beauty」 (2015년)
- 「ChouChouDeLAFEEDEAU(シュシュドゥラフェド)」 (2016년)
- 「BLEA女子高等部(여고부)」 (2016년)
- FuRyu「MiMiy by Sugar forever」 (2016년)

### 카탈로그
- 「ジョイフルまるやま　ぷりずむ館2016」 (조이플마루야마 프리즘관, 2016년)
- 「ウライ振袖」 (우라이 후리소데, 2016년)
- 「塚喜商事振袖」 (츠카요시상사 후리소데, 2016년)

### 기타
- WEGO 「越智ゆらの×WEGO（2015 summer）」 콜라보레이션상품 (2015년)
- WEB매거진 「EMMARY(エマリー)」 편집장 (2016년)
- W❤C 「越智ゆらの×W❤C（2016 spring）」 콜라보레이션상품 (2016년)
- FuRyu 「プリレンジャー(프리레인저)」 2기생 발탁 (2016년)
- WEGO 「越智ゆらの×WEGO」 콜라보레이션상품　제2탄 (2017년)

## 같이 보기
- Popteen
- 一生少女